# Кольасую

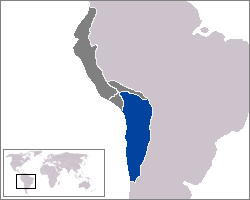
Територія Кольасую

Кольасую — одна з чотирьох чвертей імперії Тауантінсую, від Кольа (колишні землі держави аймара) та сую (чверть). Складалася з 20 провінцій (уамані). Символом Кольасую був синій колір.

## Історія
Була утворена після підкорення держави Кольа на початку 1450-х років Сапа Інкою Пачакутеком. Першим намісником (апо) став старший син останнього — Інка Амару.

## Характеристика
Кольасую була найбільшою чвертю в країні інків. Вона охоплювала споконвічну територію доінкського Перу — область високогірного озера Тітікака, де тоді жили кольа, на ім'я яких і називалася ця провінція. До Кольясую відносилася також майже вся область нинішньої Болівії, північ і центр теперішньої Республіки Чилі, а також північно-захід сьогоденної Аргентини.
Основними видами господарства було скотарства, ткацтва та добування металів, зокрема срібла. Було доволі розвинене вирощування лам та альпаків, отримання від них вовни. Також мешканці уславилися виробництвом вовни та її обробкою.

## Уамані Кольасую
- Аріка
- Кана
- Канче
- Каранка
- Каруна
- Кавіна
- Чича
- Уучапампа
- Колагуа
- Ліпе
- Локумба
- Лупака
- Мокегуа
- Пакаса
- Кольауркосую
- Сама
- Тамбо
- Тарата
- Убіна
- Ямпара

## В літературі
Події двох відомих п'єс інкського театру — Уткха-Павкар та Сурімана — відбуваються в Кольасую.